# Slaget vid Susa
Slaget vid Susa var ett slag mellan det assyriska imperiet och kungadömet Elam som skedde då Ashurbanipal beslutat sig för att en gång för alla krossa det elamitiska riket på grund av deras konstanta anfall och uppviglande i Mesopotamien.

## Slaget
År 647 f.Kr. hade Ashurbanipal krossat det senaste babyloniska upproret och han vände sig nu mot Elam för att göra slut på riket som varit Assyriens största konkurrent i decennier. Det elamitiska riket var kraftigt försvagat då de för tillfället led av inbördeskrig och dessutom hade perserna börjat invadera dem från öst. Ashurbanipal ansåg därmed att läget var perfekt för ett anfall mot riket.
Slaget i sig omnämns inte i detalj men assyrierna lyckades inta Susa som var Elams huvudstad. Ashurbanipal utger sig sedan i sina skrifter som en hämnare som bringar upprättelse för århundraden av elamitiska räder och anfall. I skriften står:
"Susa, den stora heliga staden, hem för deras gudar, huvudsäte för deras mysterium, erövrade jag. Jag gick in i deras palats, jag öppnade deras skattkammare där silver, guld, föremål och rikedom samlats... Jag rev ned Susas ziqqurat, jag krossade dess skinande bronshorn. Jag rev ned Elams tempel så att inget stod kvar, deras gudar och gudinnor spred jag för vinden. Gravarna för forna och senare kungar förstörde jag, jag blottade dem för solen och bar iväg deras ben till Assurs land. Jag förgjorde Elams provinser och sådde salt i deras land."
Efter slaget kom kampanjen att fortsätta i ytterligare åtta år innan Elam slutligen krossats helt av Assyrien.